# Сад Ліннея

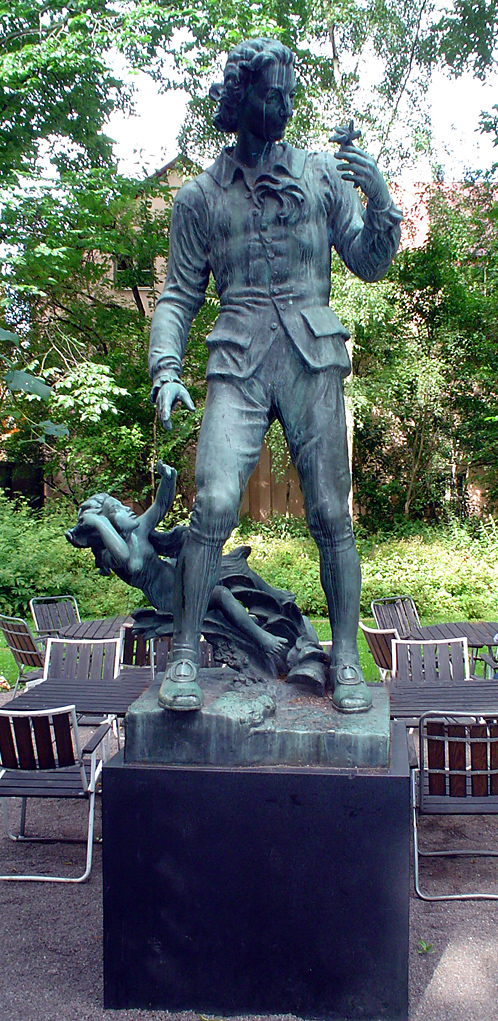
Пам'ятник Карлу Ліннею у саду Ліннея

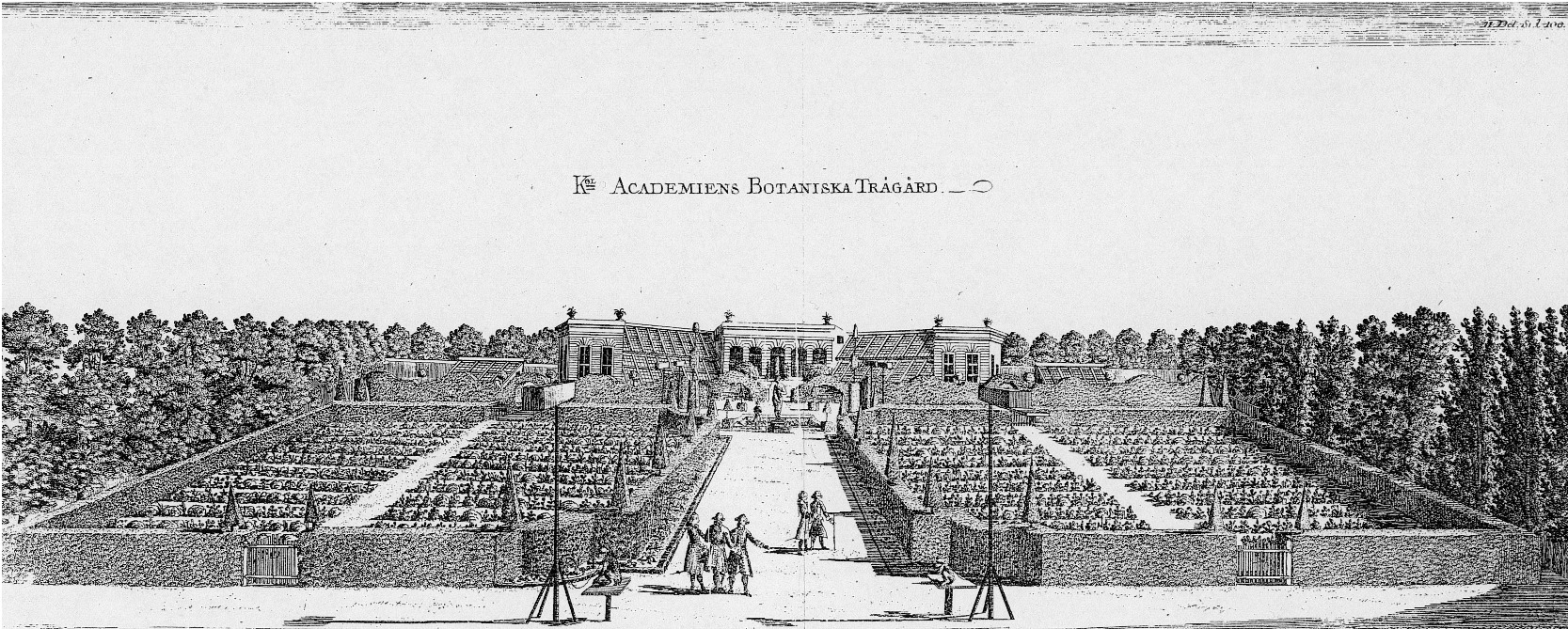
Ботанічний сад у 1770 році

Сад Ліннея  (швед. ) — ботанічний сад у місті Уппсала (Швеція).
Один із найстаріших ботанічних садів. В цьому саду ростуть переважно ті види рослин, які були описані самим Карлом Ліннеєм (1707–1778). Розташований біля Уппсальского університету.

## Історія
Сад був спланований і створений шведським ботаніком і професором анатомії Улофом Рудбеком-старшим у 1665 році. у кінці XVII століття тут росло приблизно 1800 різних видів рослин, однак сад був сильно пошкоджений під час пожежі міста Уппсали у 1702 році. При Улофі Рудбеке-молодшому, який прийняв управління садом після смерті батька-засновника, сад занепав; у 1739 році в ньому росло лише 300 видів рослин.
Але репутація саду залишилась, тому молодий Карл Лінней, який вчився в Лундському університеті у 1727–1728 роках, вирішив змінити університет і переїхати в Уппсалу.
На початку 1729 року, коли молодий Лінней знаходився в саду, розглядаючи весняні квіти, його зустрів професор Улоф Цельсій (рідний дядько астронома  Андерса Цельсія). Під час розмови з Ліннеєм Цельсій був здивований великими пізнаннями студента і взяв його під свою опіку.
Карл Лінней став відповідати за цей сад у 1741 році і перебудував його згідно своїм ідеям, що відображено в його праці Hortus Upsaliensis (1748), де перераховані види рослин (близько трьох тисяч), які росли в «його» саду. У 1745 році Лінней доручив архітектору Карлу Хорлеману нове облаштування саду згідно його новій системі класів та порядків рослин.
Пізніше, в 1787 році, сади замку Упсали були пожертвувані місцевому університету королем Густавом III для нового ботанічного саду. Ініціатором цього став Карл Петер Тунберг (прозваний за внесок у науку «батьком південноафриканської ботаніки» і «японським Ліннеєм»), який в цей час був директором саду. Він з нагоди 100-річчя Ліннея у 1807 році переніс практично всі рослини зі старого саду в новий. В результаті старий сад втратив своє значення і занепав.
У 1917 році, у рік 210-річчя Ліннея, сад був куплений Шведським Ліннєєвським Товариством, заснованим у тому ж році, і відновлений у 1918–1923 роках згідно з детальним описом в Hortus Upsaliensis. Пізніше, однак, сад був повернений університетові, в той час як Музей Ліннея у будинку, в якому жив Лінней, як і раніше управляється Товариством.
Сьогодні в саду росте близько 1300 видів рослин.
Сад Ліннея є пам'яткою архітектури із 1935 року і із 1986 року зображується на банкноті достоїнством 100 шведських крон.

## Галерея

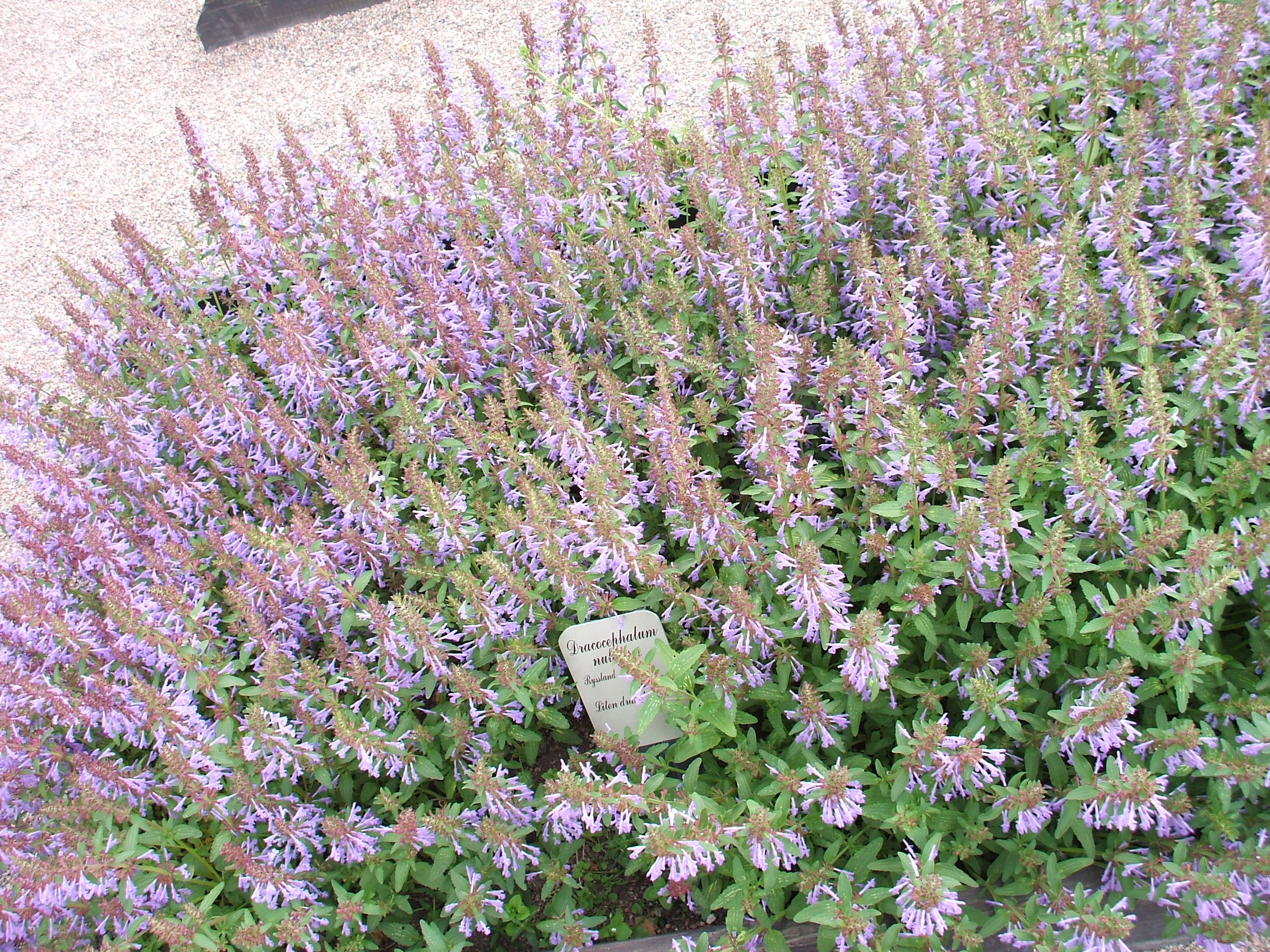
Dracocephalum nutans
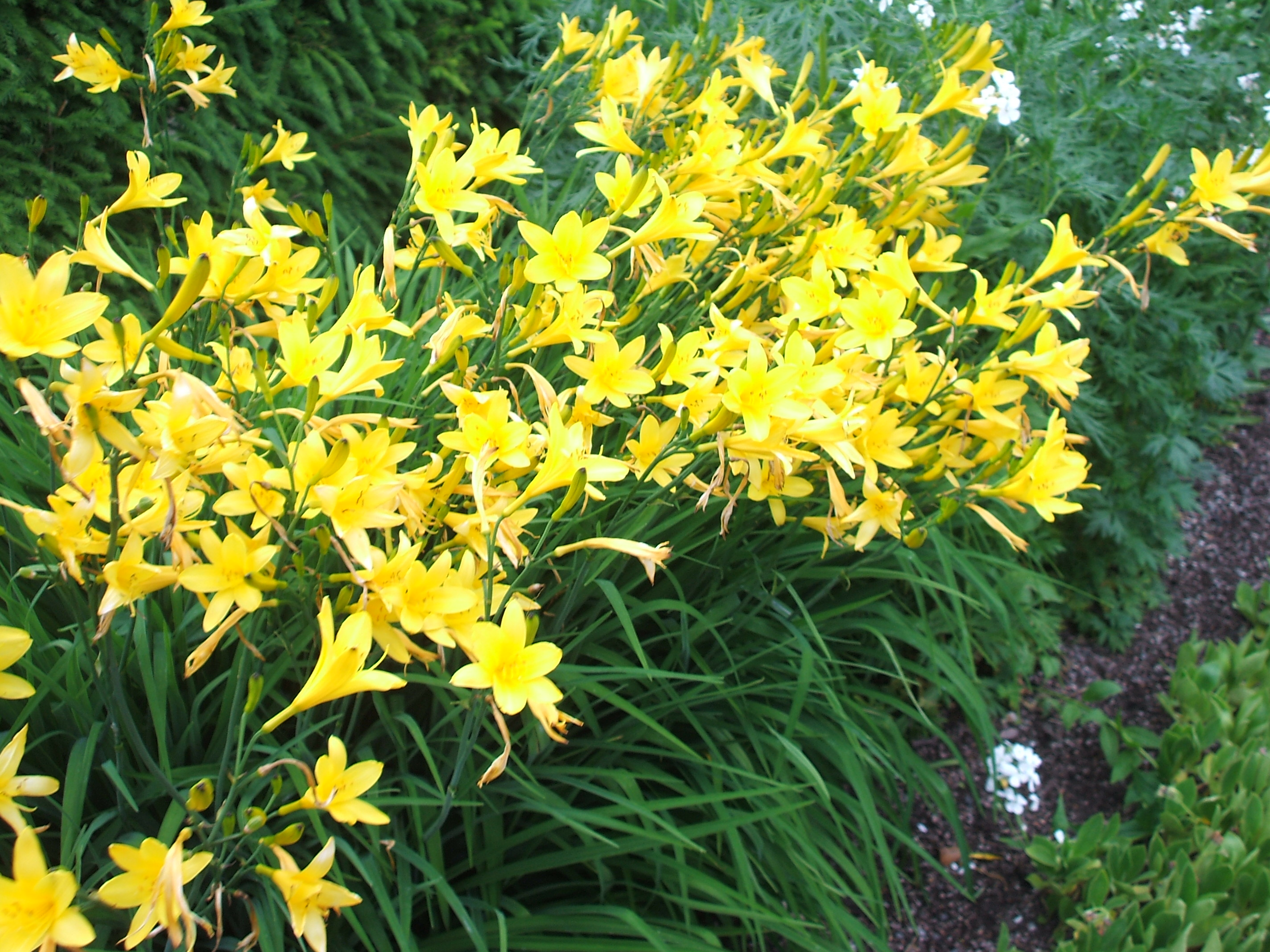
Hemerocallis lilioaspodelus
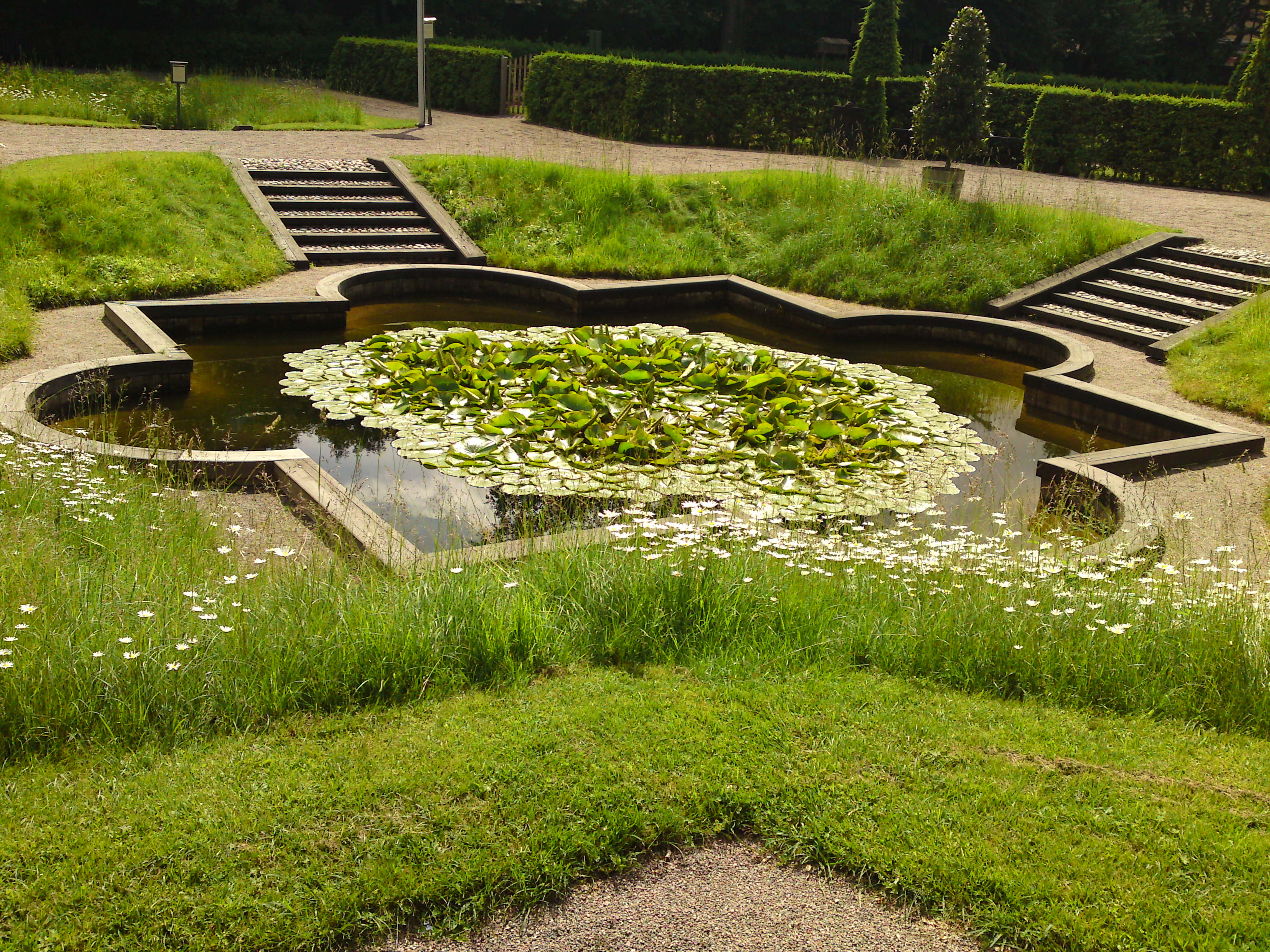
Ставок
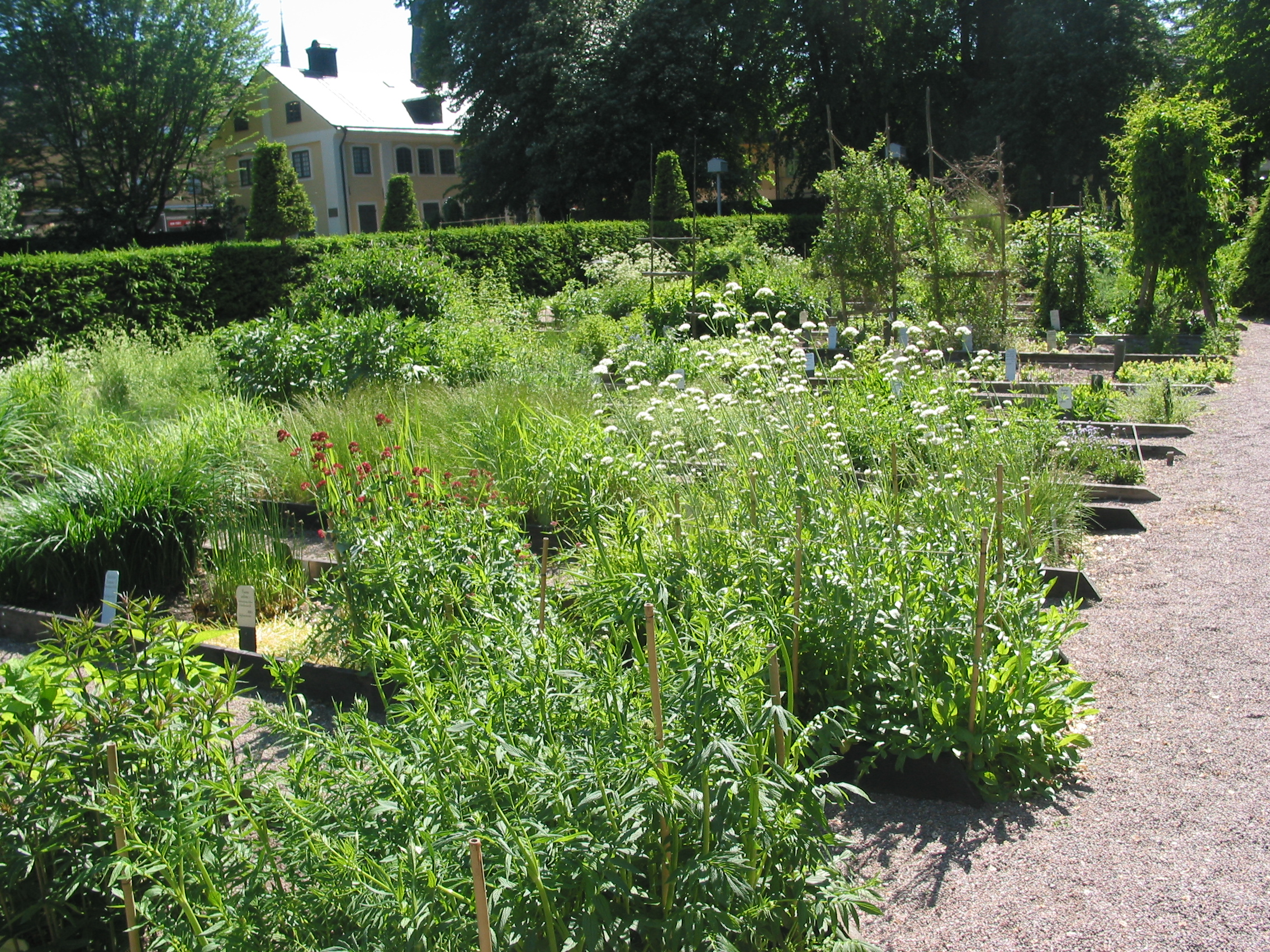
У ботанічному саду
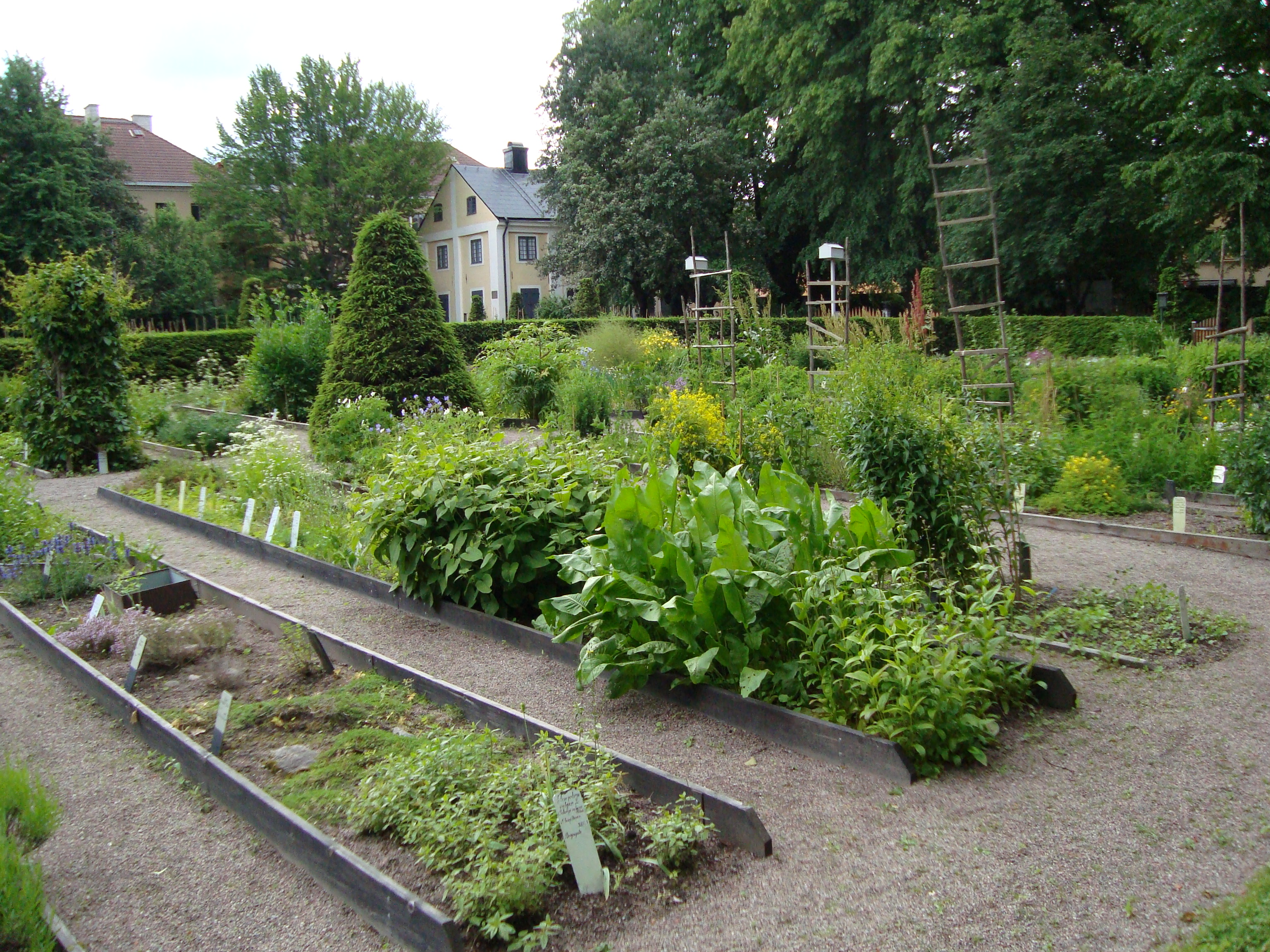